# Комлева (Байкаловський район)
Ко́млева (рос. Комлева) — присілок у складі Байкаловського району Свердловської області. Входить до складу Байкаловського сільського поселення.
Населення — 71 особа (2010, 139 у 2002).
Національний склад населення станом на 2002 рік: росіяни — 89 %.